# Bijela roda
Bijela roda (lat. Ciconia ciconia) je ptica iz porodice roda (Ciconiidae) koja ima dug i narančast kljun. Dugačak vrat i duge, narančaste i tanke noge. Perje joj je bijele boje, a na krilima se nalazi nešto duže i crnije perje. Ženka i mužjak ne razlikuju se s obojenošću. Staništa su joj područja uz močvare, poplavne livade i vlažne šume. Let joj je spor. Glasa se klepetanjem. Hrani se različitim malim životinjama, kao što su kukci, svime onim što može uloviti. U travnju ili svibnju savija veliko gnijezdo, u krošnji stabla ili na krovovima kuća. Najčešće ima pet jaja. Oba roditelja sjede na jajima i brinu se o mladima. Živi u srednjoj i istočnoj Europi. Bijela roda je strogo zaštićena kao i crna roda. Selica je.

## Raširenost roda

### U svijetu
Bijela roda je široko rasprostranjena diljem palearktičkog pojasa, od Atlantske obale na zapadu do europskih dijelova Rusije na istoku. Manji dio populacije gnijezdi u centralnoj Aziji. Europska populacija je podijeljena na zapadnu i istočnu preletnu populaciju koje migriraju preko Gibraltara i Bospora. Ukupna svjetska populacija procijenjena je najmanje između 166.424 – 168.934 gnijezdeća para, od čega je u Europi 160.000 gnijezdećih parova (96 % od ukupne gnijezdeće populacije).

### U Hrvatskoj
Bijele rode su rasprostranjene u Panonskoj nizini i sjevernim kontinentalnim dijelovima Hrvatske koji su  omeđeni rijekama Murom i Dravom na sjeveru, Dunavom na istoku i Kupom, Unom i Savom na jugu, iako nekoliko parova gnijezdi i južnije od te linije sve do Plaškog. Gnijezdi se u selima i gradovima koji su okruženi odgovarajućim vlažnim staništima i ekstenzivno obrađenim poljoprivrednim zemljištem. Najgušća gnijezdeća populacija nalazi se u Parku prirode Lonjsko polje (Čigoč) uz poplavne nizine rijeke Save, Dunava (Borovo) i Ilove (Marino Selo). Brojnost gnijezdeće populacija bijele rode u 2011. godini u Hrvatskoj procjenjuje se na 1100 – 1300 parova. Najpoznatije hrvatske rode su Klepetan i Malena.

## Vanjske poveznice
|  | Zajednički poslužitelj ima stranicu o temi Bijela roda |
|  | Wikivrste imaju podatke o taksonu Bijeloj rodi         |